# Rouffange
Rouffange é uma comuna francesa na região administrativa de Borgonha-Franco-Condado, no departamento de Jura. Estende-se por uma área de 2,87 km². Em 2010 a comuna tinha 115 habitantes (densidade: 40,1 hab./km²).